# Museo de Historia de Madrid

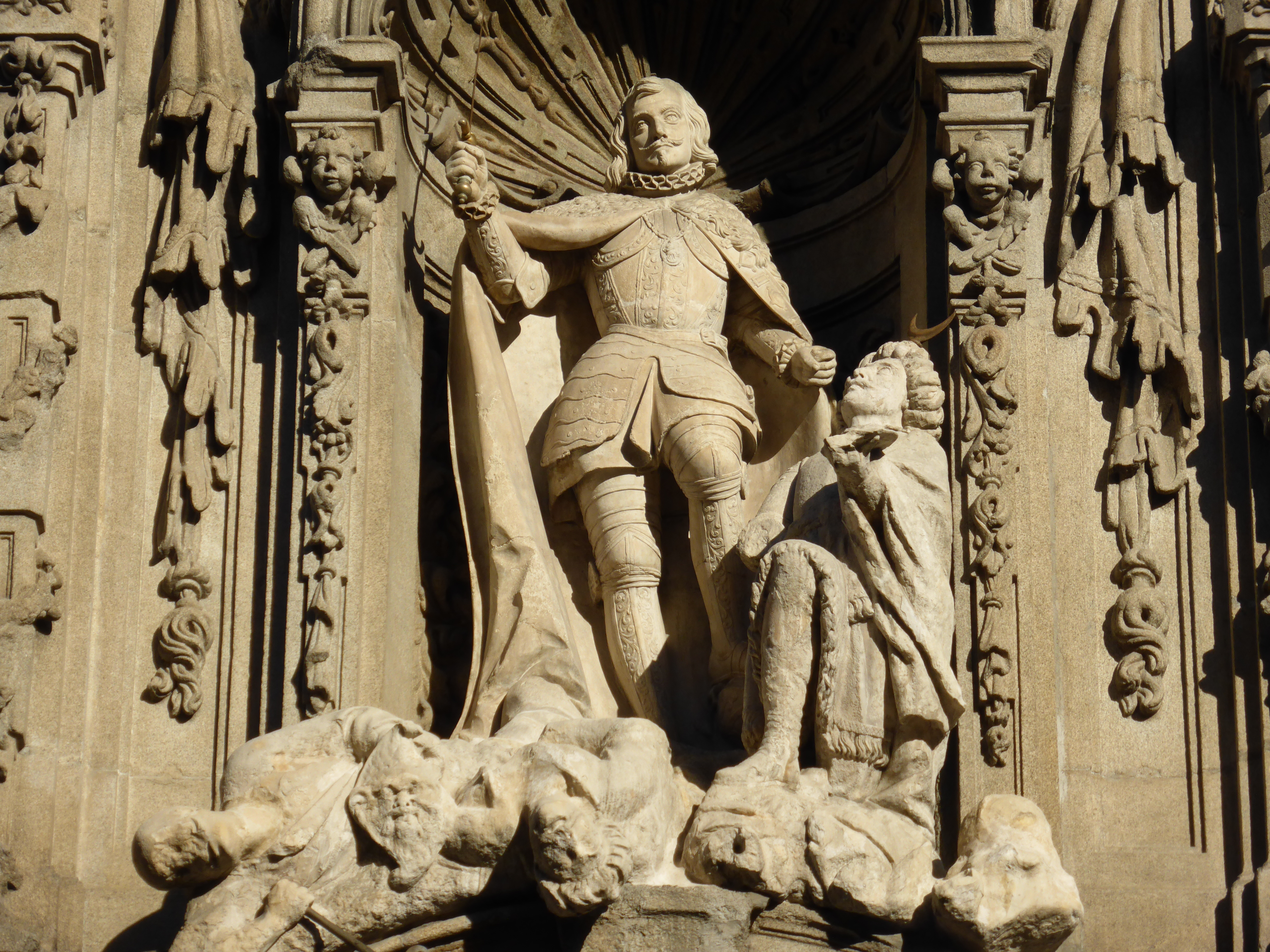
Juan Alonso Villabrille y Ron: escultura de san Fernando, en la portada principal.

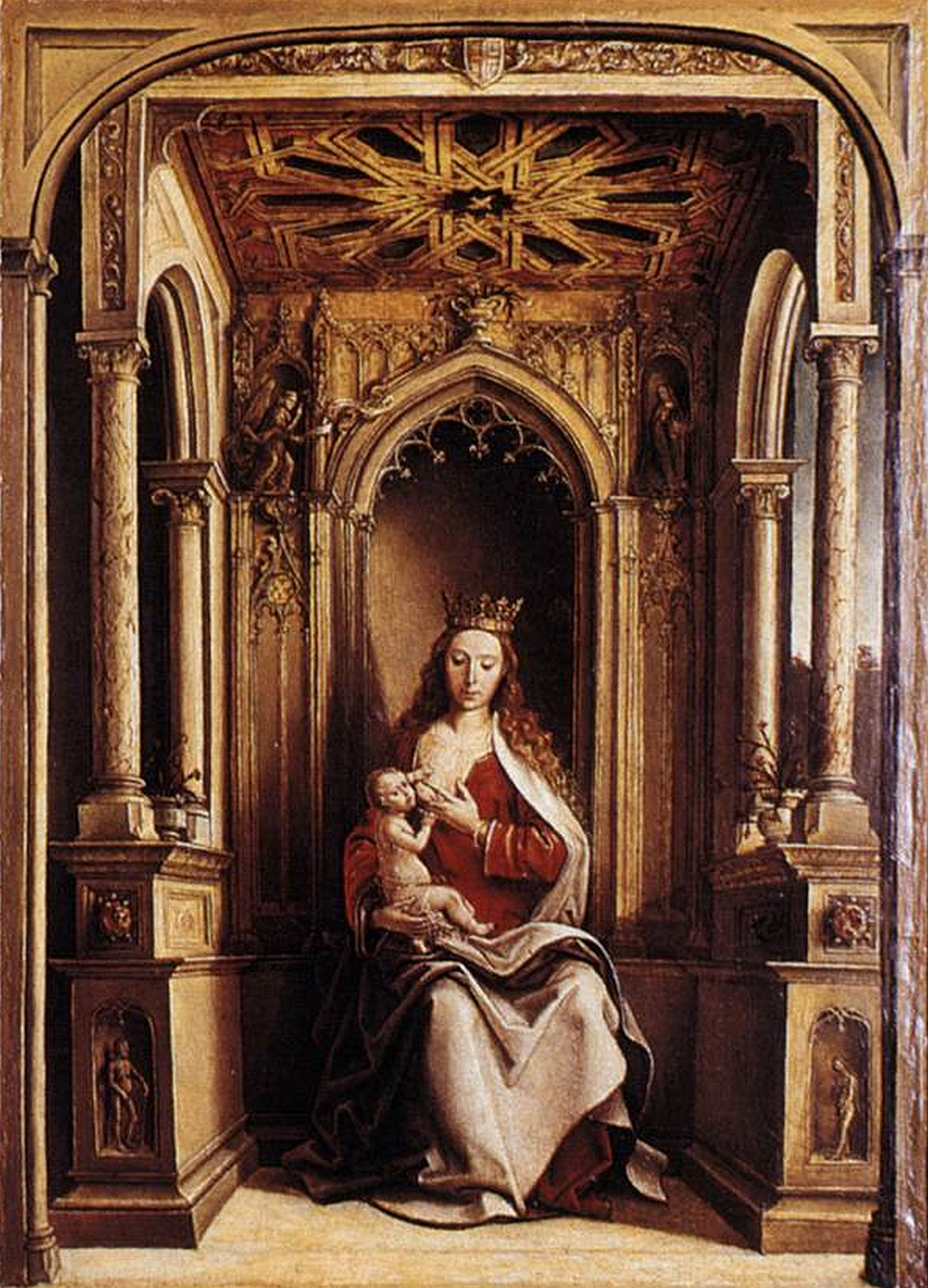
La Virgen con el Niño en un trono o Virgen de la Leche de Pedro Berruguete (propiedad del Ayuntamiento de Madrid pero que estuvo depositada en el Prado desde 2013 hasta 2022).

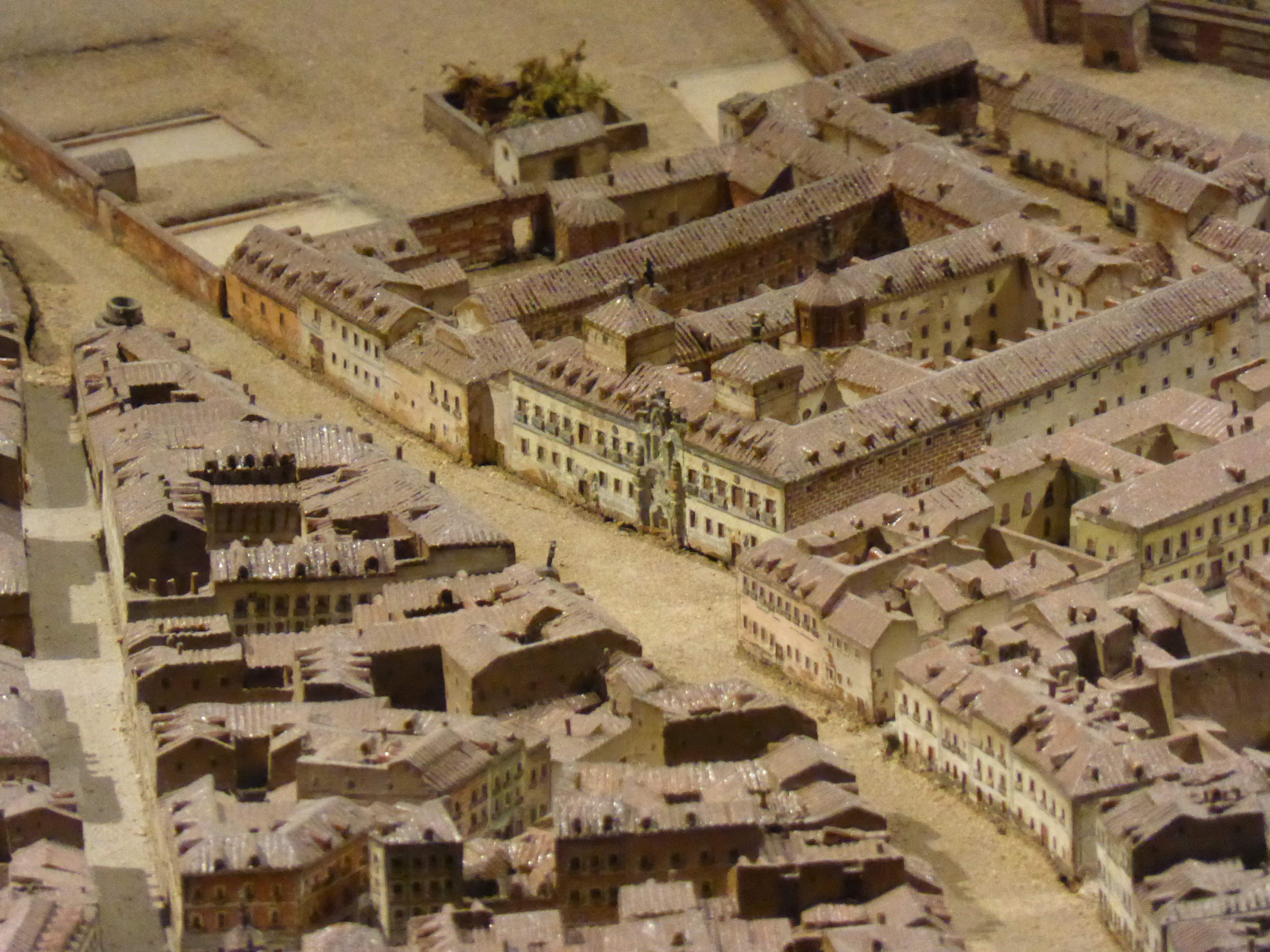
Modelo de Madrid, de Gil de Palacio, entre los años 1828 y 1830. Calle de Fuencarral, con la gran manzana del Real Hospicio de San Fernando, hoy Museo de Historia.

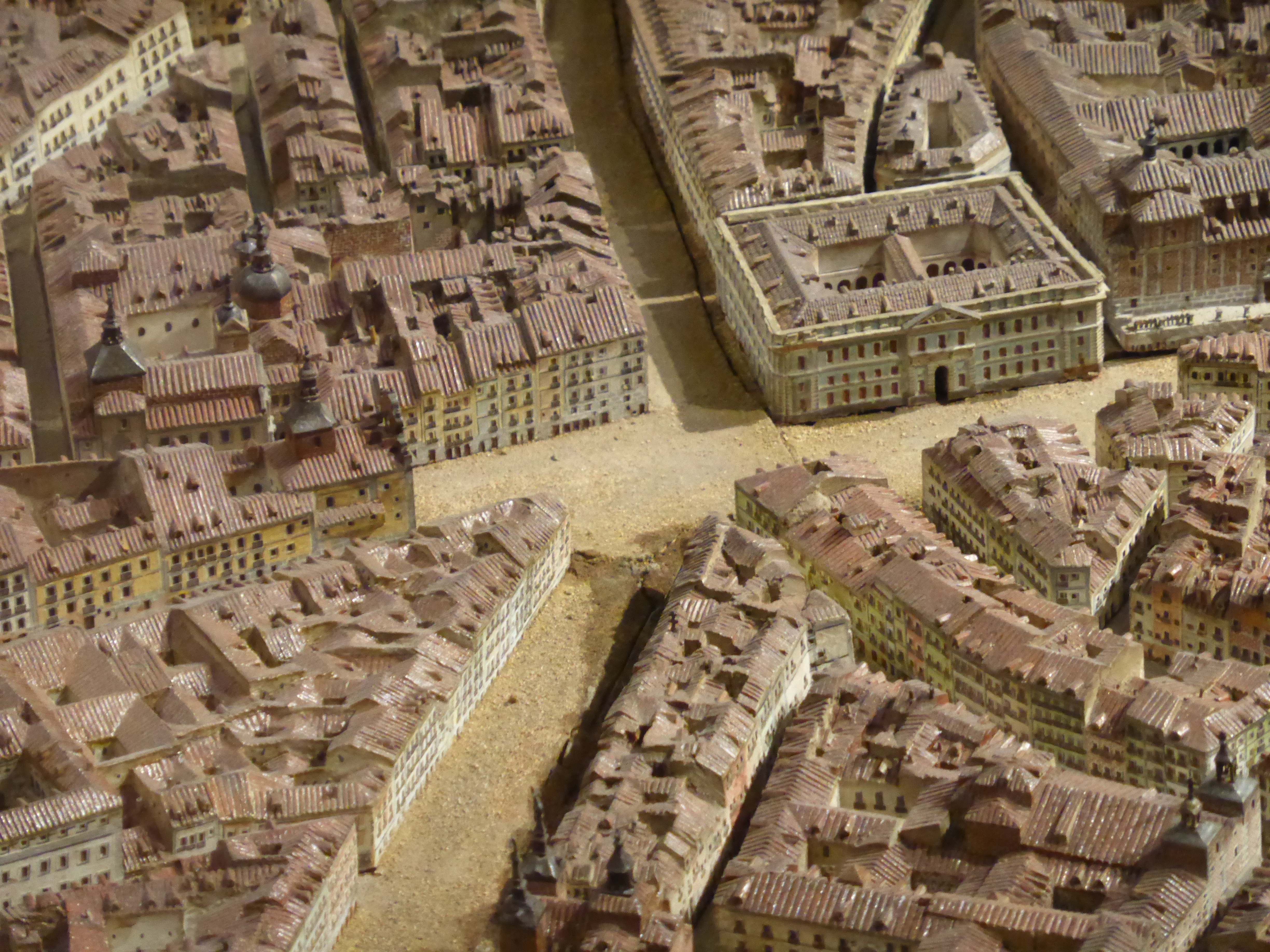
La Puerta del Sol, en 1830. Maqueta del ingeniero y cartógrafo militar León Gil de Palacio.

El Museo de Historia de Madrid, antiguo Museo Municipal, se encuentra en el distrito Centro de la capital de España, en la calle Fuencarral. Ocupa el edificio del Real Hospicio de San Fernando, construido en el siglo XVIII por el arquitecto Pedro de Ribera en estilo barroco. La portada principal es considerada como una de las obras más representativas del barroco civil español.

## Historia
En 1673 se funda el Real Hospicio del Ave María y San Fernando. Del primitivo edificio solamente se conserva la capilla, ya que fue reformado en el siglo XVIII.
En 1919, el conjunto se declara monumento histórico-artístico gracias a la intervención de la Real Academia de Bellas Artes de San Fernando y de la Sociedad Española de Amigos del Arte, lo que permite su conservación ante la amenaza de ruina. En 1926 dicha sociedad organiza, con gran éxito, la Exposición del Antiguo Madrid, restaurando el Ayuntamiento el edificio para la ocasión. Como consecuencia, se decide crear el Museo Municipal, siendo inaugurado el 10 de junio de 1929. Su repertorio inicial se nutrió en gran medida de una donación del ingeniero y coleccionista Félix Boix: más de 700 objetos, entre grabados, fotografías, pinturas, porcelanas...
En julio de 2002 comenzaron las obras de rehabilitación integral del edificio, dirigidas por el arquitecto Juan Pablo Rodríguez Frade, armonizando el respeto por los elementos originales con la adecuación a los criterios museográficos más modernos, con el fin de mejorar la atención al visitante. La reapertura, tras más de una década de espera, se produjo al fin el 10 de diciembre de 2014, con humedades en la fachada y con trabajos aún pendientes, como la adecuación de la capilla y el arreglo de la fachada que da a la calle Beneficencia. Finalmente, la capilla se ha remozado como salón de actos y desde el verano de 2018 se ha incorporado al circuito de salas visitables.

## Galería

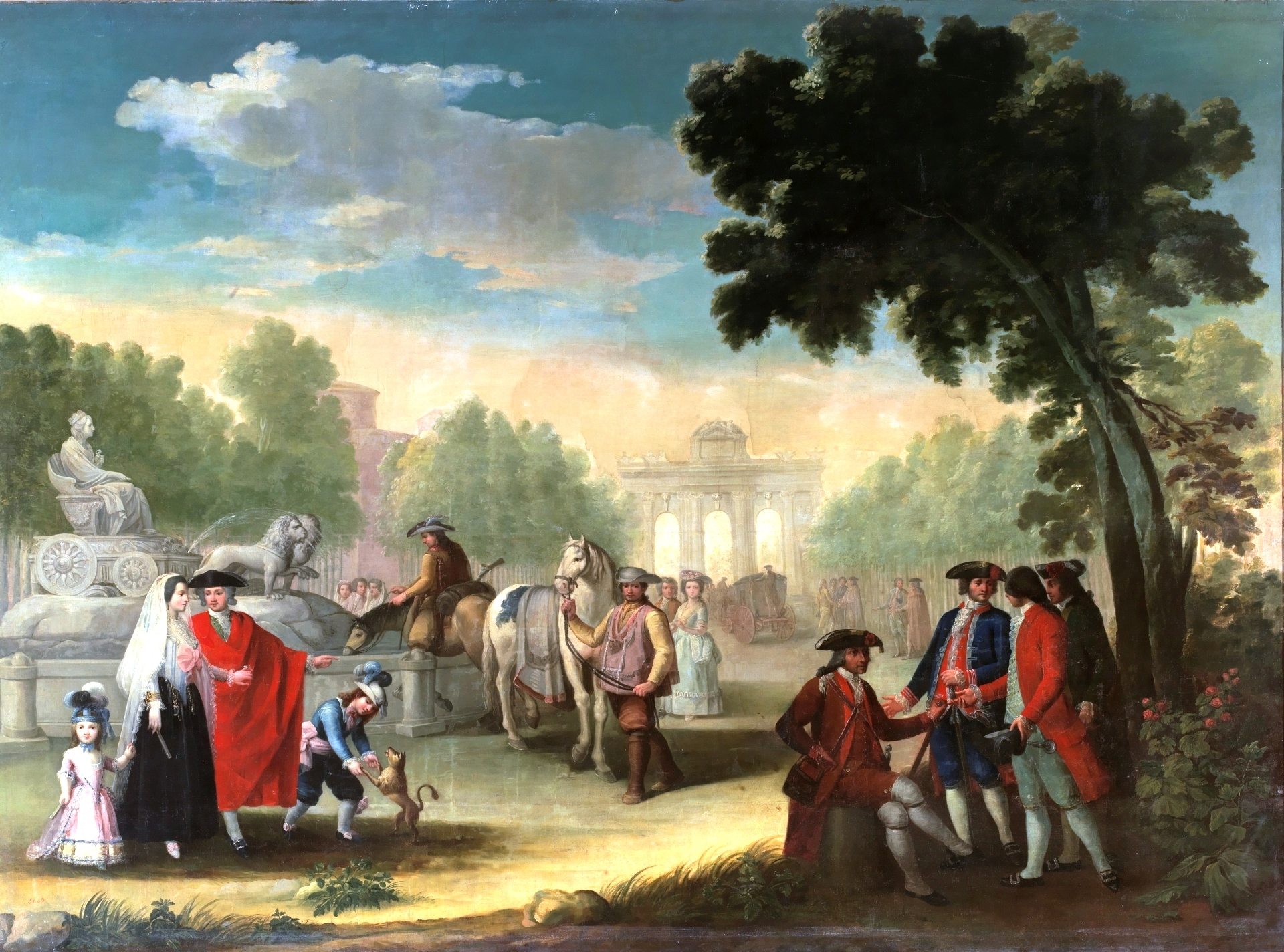
La Puerta de Alcalá vista desde La Cibeles (1785), de Ginés Andrés de Aguirre.
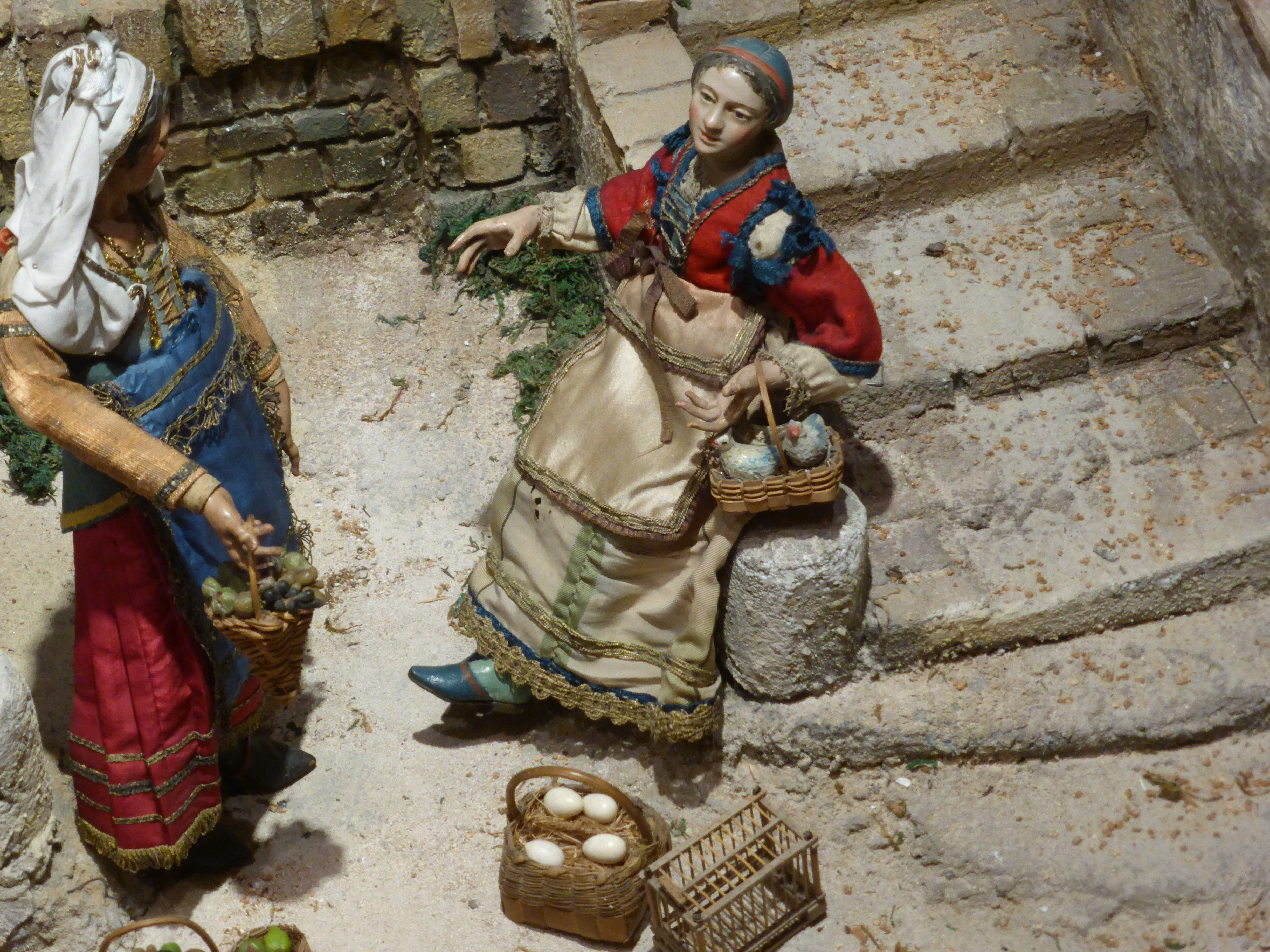
Esculturas barrocas del pesebre napolitano (siglo XVIII).
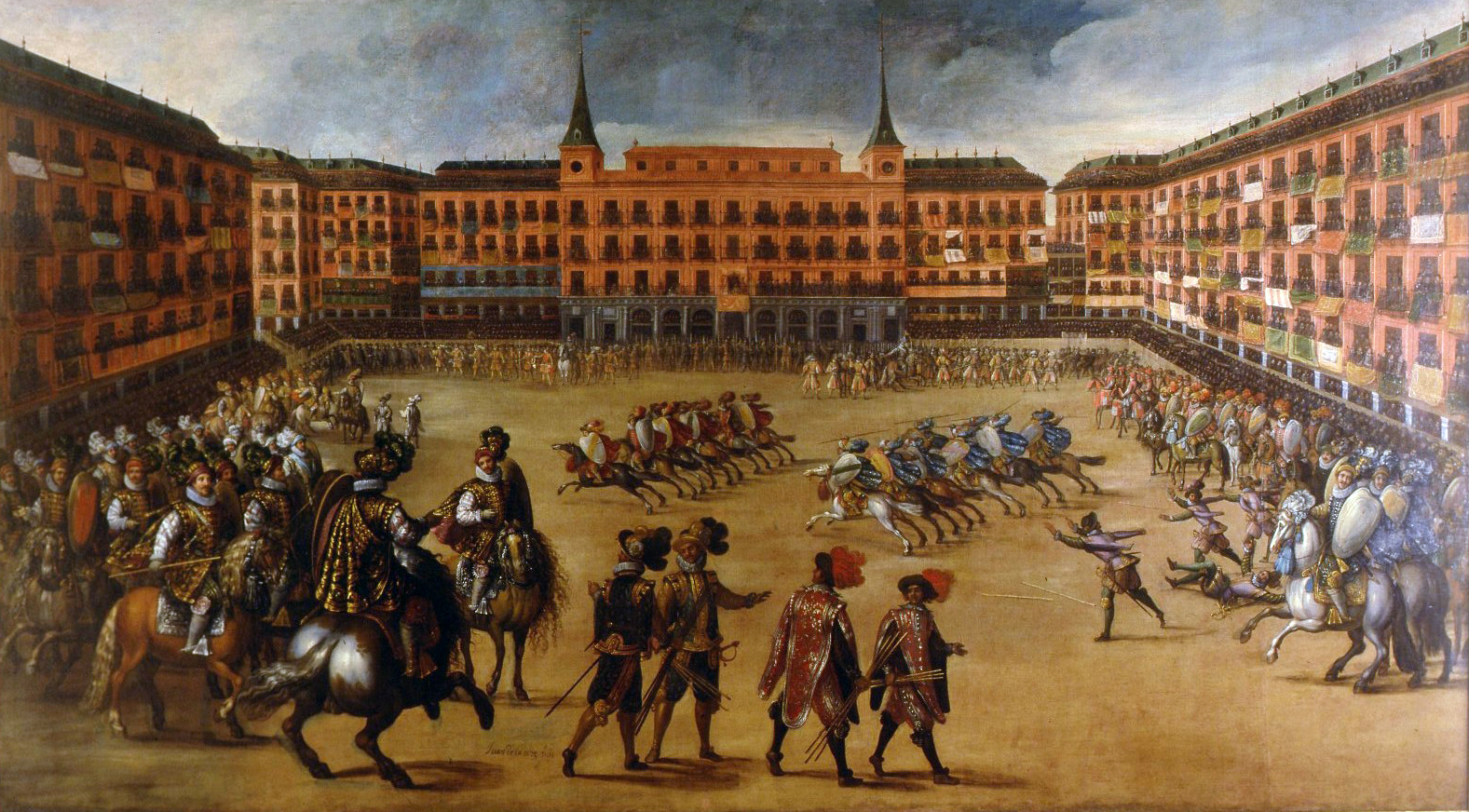
Fiestas en la Plaza Mayor de Madrid, de Juan de la Corte (siglo XVII).
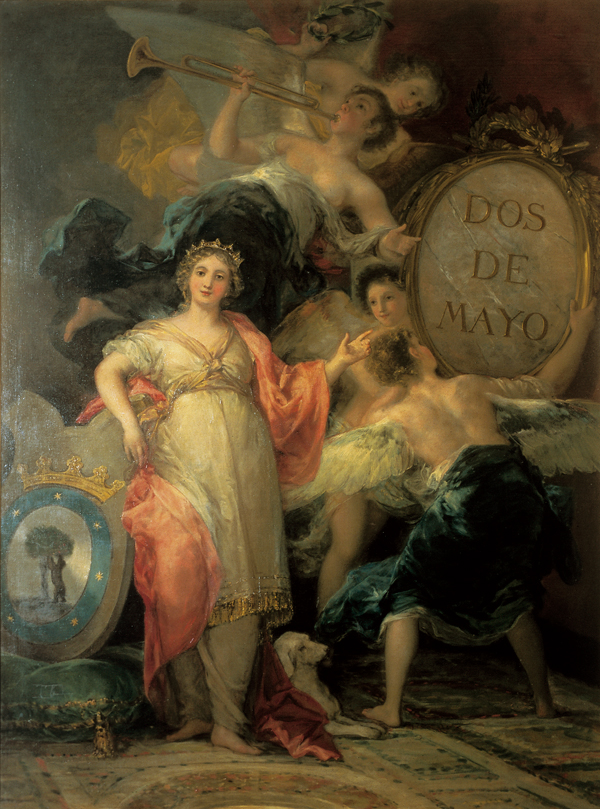
Alegoría de la villa de Madrid, de Goya.
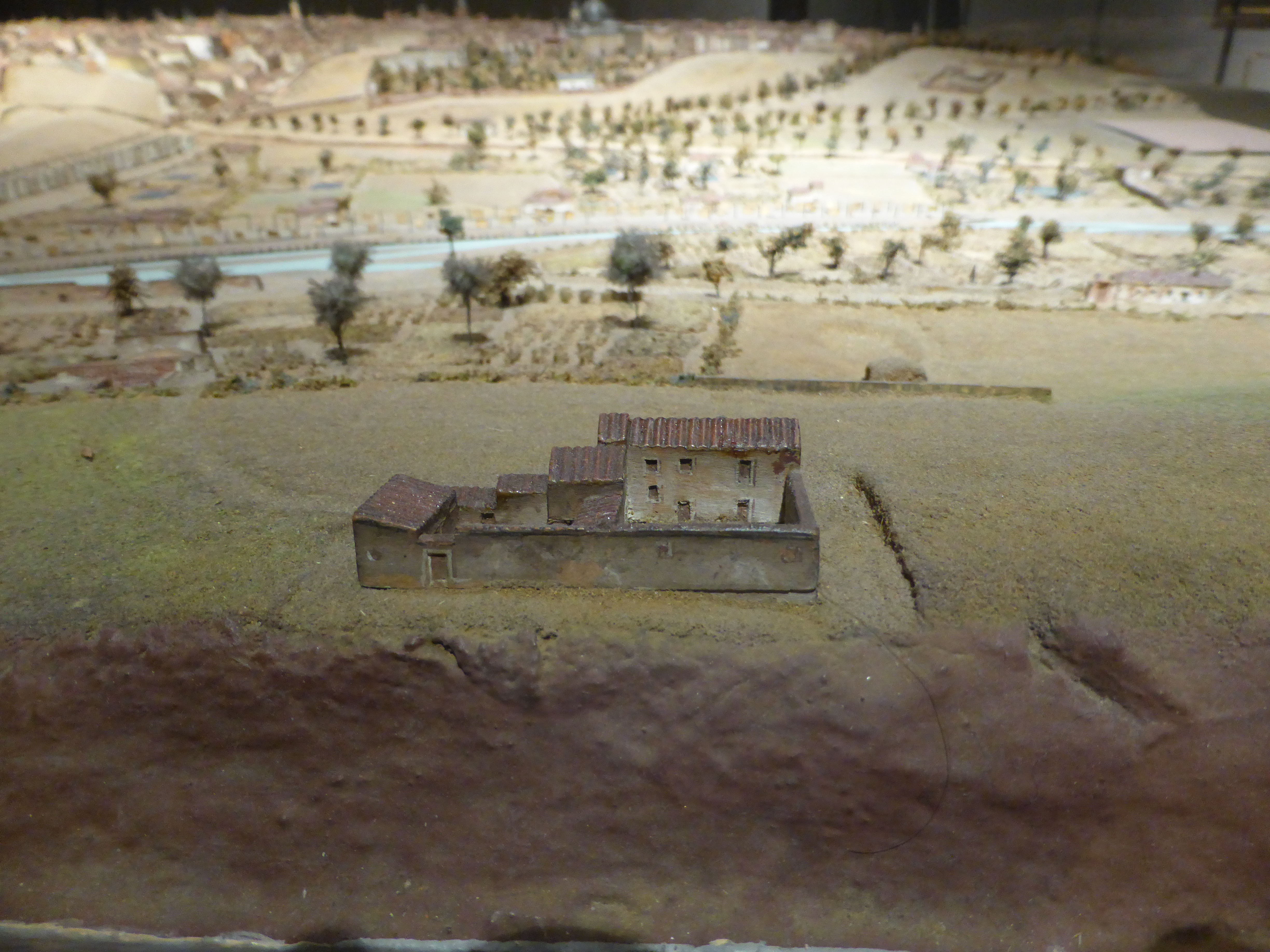
Casa donde Francisco de Goya creó sus Pinturas Negras. Detalle de la maqueta de 1830, con parte de la finca conocida como Quinta de Goya.